# Martín de Almendras
Martín de Almendras y Ulloa (Plasencia de la Extremadura castellana, Corona de España, ca. 1520–zona norte de la Quebrada de Humahuaca de la gobernación del Tucumán, Imperio español, septiembre de 1565) era un militar, explorador y encomendero español que a muy temprana edad participó de la conquista del Imperio inca y en las guerras civiles entre los conquistadores del Perú. Posteriormente, fue elegido dos veces en el año 1554 y en 1561 como alcalde de la ciudad de La Plata de la Nueva Toledo, del nuevo corregimiento de Potosí en la nominal provincia de Charcas, la cual formaba parte del Virreinato del Perú. En marzo de 1565 fue nombrado gobernador del Tucumán, pero en camino hacia destino fue atacado y muerto por indígenas omaguacas.

## Biografía

### Origen familiar y primeros años
Martín de Almendras y Ulloa había nacido hacia 1520 en la localidad de Plasencia de la Extremadura castellana, que formaba parte de la Corona de España.
Era hijo de Juan de Almendras (n. Extremadura castellana, ca. 1490) y de su esposa María de Ulloa (n. ca. 1500), siendo ambos probablemente de una rama ilegítima o pobre de los respectivos linajes nobles extremeños.
Tenía un hermano de mayor edad, el capitán Diego de Almendras (f. distrito de Parinacochas, 17 de junio de 1554) que se casó con su prima mestiza Inés de Aguiar Almendras pero no le dio sucesores y fue encomendero por dos vidas de la otra mitad de Tarabuco desde 1545.
Martín y su hermano Diego eran los sobrinos, e Inés una hija ilegítima, del general Francisco de Almendras (Plasencia, ca. 1500-La Plata de la Nueva Toledo, 16 de julio de 1545), primer encomendero de Tarabuco y regidor perpetuo del Cabildo de La Plata, ambos desde 1540, y segundo teniente de gobernador de Charcas desde 1544 hasta su ejecución.

### Viaje a la Sudamérica española

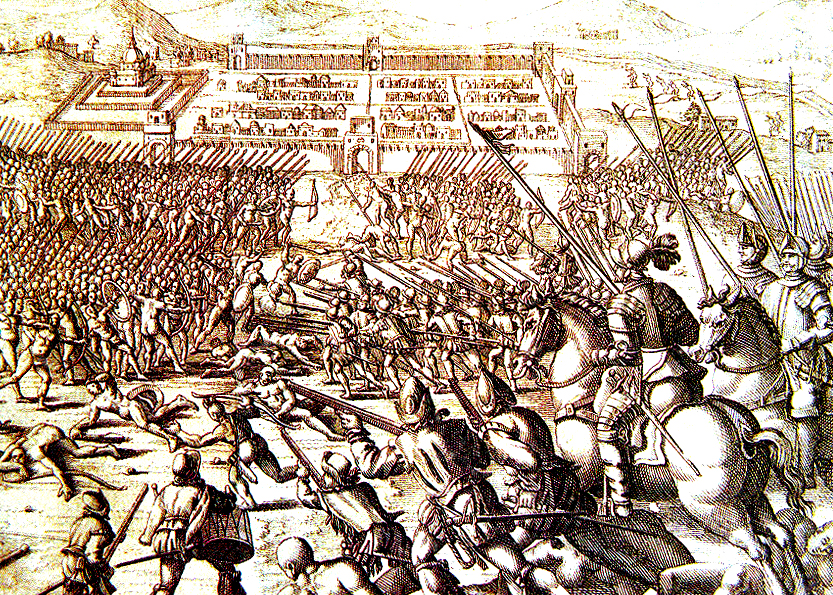
El sitio del Cuzco por el inca Manco Cápac II y su gente.

Iniciada la conquista del Imperio inca en 1532, Martín de Almendras partió a temprana edad en el año 1534 desde la Extremadura castellana junto a su hermano Diego, su tío Francisco de Almendras y Hernando Pizarro que había regresado a España para entregar el Quinto del Rey.
De esta forma viajaron con rumbo a la América española portando el título de marqués y de gobernador de Nueva Castilla para Francisco Pizarro, y el de adelantado y gobernador de Nueva Toledo para Diego de Almagro.
Luego de cruzar el mar Caribe arribaron a la ciudad de Nombre de Dios, atravesaron por tierra el istmo hasta la ciudad de Panamá, para pasar al océano Pacífico y por el cual llegaron en 1535 al Perú, en el momento en que Francisco Pizarro pedía auxilios a las demás regiones centro y sudamericanas para reprimir la gran rebelión que había impulsado el soberano inca vasayo Manco Cápac II que inició el sitio del Cuzco entre mayo de 1536 y marzo de 1537, ciudad defendida por 190 españoles, entre los que se encontraba Martín de Almendras y sus parientes, junto a miles de aborígenes auxiliares, comandados por Juan, Hernando y Gonzalo Pizarro.

### Alcalde de primer voto de La Plata de la Nueva Toledo

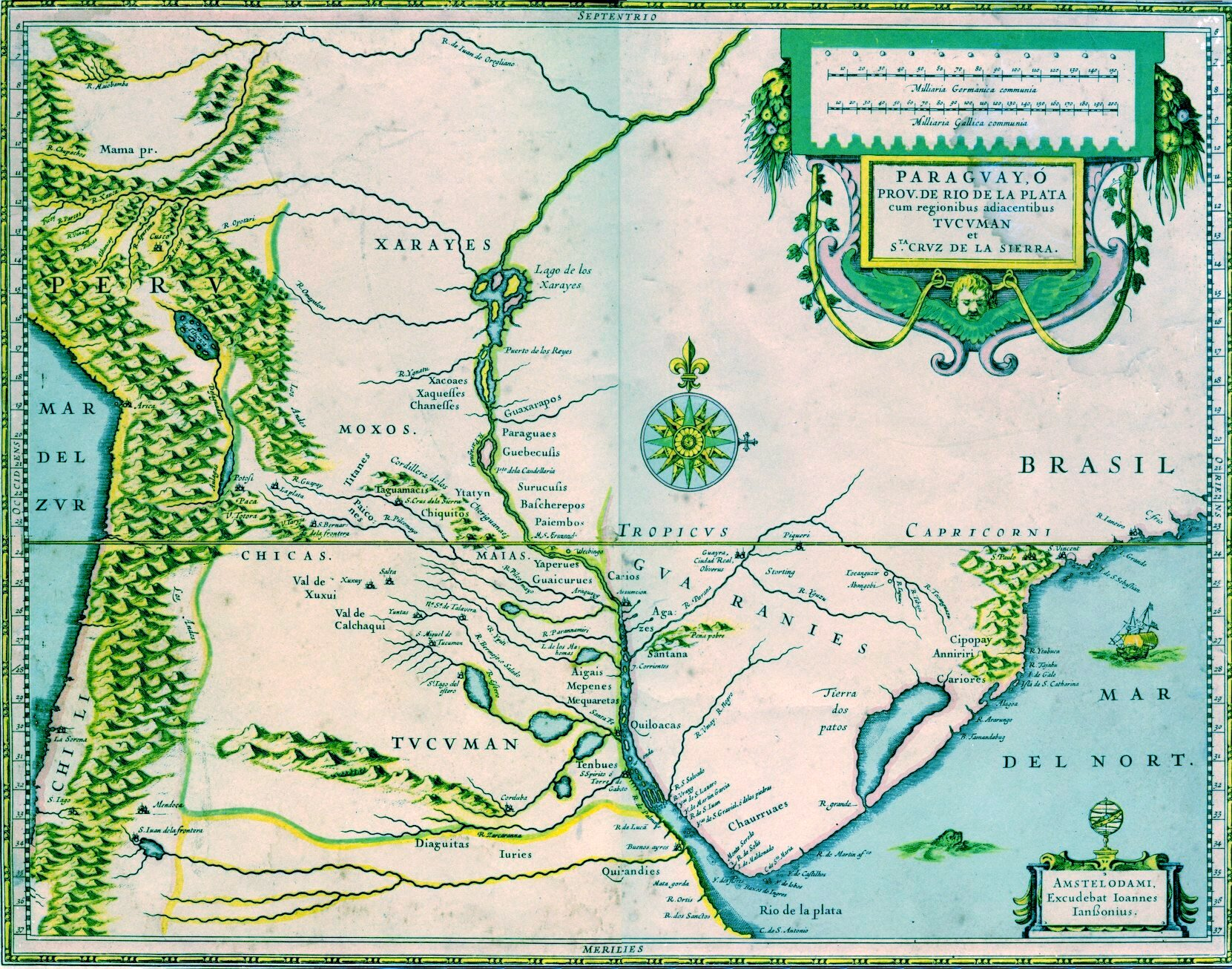
La ciudad de Cuzco, provincia de Charcas y las gobernaciones autónomas del Tucumán y del Río de la Plata y Paraguay, dentro del Virreinato del Perú (en un mapa de 1600).

#### Encomendero y primer nombramiento como alcalde
En la nominal provincia de Charcas, fue encomendero de Aiquile y de la mitad de Tarabuco desde 1545, y en enero de 1554 fue designado como alcalde de la ciudad de La Plata de la Nueva Toledo, durante el mandato del presidente Melchor Bravo de Saravia, gobernador interino del Virreinato del Perú.
Como conquistador del Perú, durante las guerras civiles en el virreinato, Almendras poco después de casarse participó en la batalla de Chuquinga —en la localidad homónima de Aymaraes de la región de Apurímac— el 21 de mayo de 1554, en la cual obtuvo la victoria Francisco Hernández Girón, mientras el derrotado capitán Alonso de Alvarado huía a Lima.

#### Segundo nombramiento como alcalde
En el año 1561 nuevamente ocupó el puesto de alcalde de la ciudad de La Plata, al mismo tiempo en que Juan Cortés era nombrado en el nuevo cargo de corregidor de Potosí, asumiendo el puesto desde el 5 de agosto de 1561 hasta el 15 de diciembre de 1562.
Dicha ciudad quedaba dentro de la jurisdicción del incipiente corregimiento y pasaba a ser su cabecera la ascendida Villa Imperial de Potosí, cuyos primeros cabildantes fueron Joanes de Aguirre como alcalde ordinario de primer voto, de segundo voto fue Hernando Mateo, y como regidores se nombró a Francisco Pacheco, Francisco González, Juan Ortiz, Juan Travieso, Juan de Goycorría y Rodrigo de Soria.

### Gobernador nominal del Tucumán y deceso

#### Nombramiento por el presidente de Charcas
Ante la insistencia de Pedro Ramírez de Quiñones, presidente de la Real Audiencia de Charcas, sobre la presunta muerte de Francisco de Aguirre, el entonces presidente-gobernador interino peruano Lope García de Castro designó el 6 de marzo de 1565 a Martín de Almendras como gobernador del Tucumán para sustituir a Aguirre, por lo que se organizó una expedición con más de 100 hombres poniéndolo como comandante y como sus tenientes a Diego de Heredia, Juan de Berzocana y Jerónimo de Holguín. 
Pero en abril llegó la noticia al Perú de que Aguirre seguía vivo y el gobernador Castro sugirió de abortar la campaña para evitar conflictos entre Almendras y Aguirre. Pero el presidente Quiñones, por sus desavenencias personales con Aguirre, continuó con la organización de la misma.
Luego de lo acontecido, Juan de Matienzo, oidor de la Real Audiencia de Charcas, informó a las autoridades de Lima que la orden que llevaba Almendras era traer a Aguirre "preso o muerto", y bajo la apariencia de un socorro a la ciudad de Santiago del Estero, se estaba enviando una tropa de intervención con órdenes secretas para destituir al gobernador.

### Fallecimiento
Finalmente en dicha expedición a la gobernación del Tucumán, al dirigirse hacia el sur y pasar por la Quebrada de Humahuaca en su zona norte el general Martín de Almendras y Ulloa fue atacado por los aborígenes omaguacas, por lo que cayó mortalmente herido en septiembre de 1565.

## Matrimonio y descendencia
El capitán Martín de Almendras y Ulloa se había unido en matrimonio entre enero y abril de 1554 en la ciudad de Cuzco con la mestiza hispano-inca Constanza Holguín de Orellana (Lima, ca. 1539-Quebrada de Humahuaca, ¿?), una hija del teniente de gobernador general Pedro Álvarez Holguín y de la princesa incaica Beatriz Túpac Yupanqui (n. ca. 1521), y nieta materna del efímero primer soberano inca Túpac Hualpa (n. ca. 1500) que estuvo bajo el dominio del Imperio español, además de ser la prima de la otra mestiza Francisca Pizarro Yupanqui, sobrina de Inés Huaylas Yupanqui y de los sucesivos IV y V emperadores incas Huáscar y Atahualpa, nieta del III emperador Huayna Cápac y por lo tanto, una bisnieta del II emperador Túpac Yupanqui.
Fruto del enlace entre Martín de Almendras y Ulloa y Constanza Holguín de Orellana tuvieron por lo menos cinco hijos: 
- Martín de Almendras Holguín[3][25] (ca. 1557-después de 1618) quedó a temprana edad bajo la tutela de su madre viuda, al llegar a ser adulto se convirtió en el sucesor en segunda vida de la mitad de la encomienda paterna[25] y se unió en matrimonio con su prima segunda Inés de Villalva y Almendras, una hija de Martín de Tortoles de Villalva (Plasencia, 1515-1554), encomendero nominal de Titiconte, y de su esposa mestiza Cecilia de Aguiar Almendras, cuyos padres eran el capitán Francisco de Almendras y la aborigen cuzqueña Ana Palla.[26] Fue elegido regidor del Cabildo de La Plata de la Nueva Toledo en 1582, teniente de corregidor de Potosí en 1589 y luego corregidor del mismo en 1590, posteriormente actuó como alcalde ordinario de La Plata de la Nueva Toledo en 1606 y finalmente fue nombrado como gobernador de la provincia de Santa Cruz de la Sierra en 1613[27] hasta 1617.
- Diego de Almendras Holguín[25] (n. ca. 1559) que por fallecimiento de su padre siendo menor de edad,[22] al igual que su hermano mayor y sus hermanas,[22] quedó bajo la tutela de su madre viuda,[22] quien le administraría lo heredado del padre difunto para los cuatro hijos menores y que se componía de chacras y haciendas en Tacopaya, Lamboyo y Corocoro, y de huertas y minas en Potosí.[22]
- Juana Holguín de Ulloa[4][25][28][29] (La Plata, provincia de Charcas, 1561-Buenos Aires, gobernación del Río de la Plata, 1628)[4] que se unió varias veces en matrimonio, en primeras nupcias con Sancho Gil de Figueroa y a quien le concibió la única hija María de Figueroa Holguín (La Plata, ca. 1581-después de octubre de 1633) que se enlazaría con el quinto adelantado rioplatense Juan Alonso de Vera y Zárate, y una vez viuda, Juana se casó en segundas nupcias el 7 de mayo de 1590[30] en la ciudad de La Plata de la Nueva Toledo con el muy joven fidalgo real luso-brasileño Juan de Melo Coutiño,[28][29] para radicarse ambos en la neofundada ciudad de Buenos Aires[28] en el año 1591. Este último era un hijo de Vasco V Fernandes Coutinho[28] y nieto de Vasco IV Fernandes Coutinho,[28] ambos sucesivos capitanes donatarios del Espíritu Santo en el Brasil,[28] además de bisnieto de Blanca Coutinho[28] y su esposo Jorge de Melo "el Larguirucho",[28] y tataranieto del alcaide mayor Vasco III Fernandes Coutinho[28] (n. ca. 1437), IV señor de Celorico de Basto,[28] de Montelongo, de Terra da Maia y de Penaguião y por lo tanto, un descendiente[28] del conde Enrique de la Casa de Manuel de Villena.[28] De este enlace entre Juana Holguín y Juan de Melo Coutiño hubo tres hijos porteños documentados. Al enviudar nuevamente se volvió a casar en terceras nupcias en 1603 en Buenos Aires con Pablo de Cáceres.[4]
- Ana de Almendras[25][31] (n. ca. 1563) se casó con Sancho de Figueroa.[31]
- María Holguín de Orellana[25][31] (n. ca. 1565) se enlazó con Francisco de Orellana.[31]

Una vez viuda, al poco tiempo Constanza Holguín de Orellana se uniría en segundas nupcias con Íñigo de Villafañe, quien se ocuparía de la administración de la encomienda de sus hijastros.